# Nola doggeensis
Nola doggeensis är en fjärilsart som beskrevs av Embrik Strand 1920. Nola doggeensis ingår i släktet Nola och familjen trågspinnare. Inga underarter finns listade i Catalogue of Life.